# Charmian London

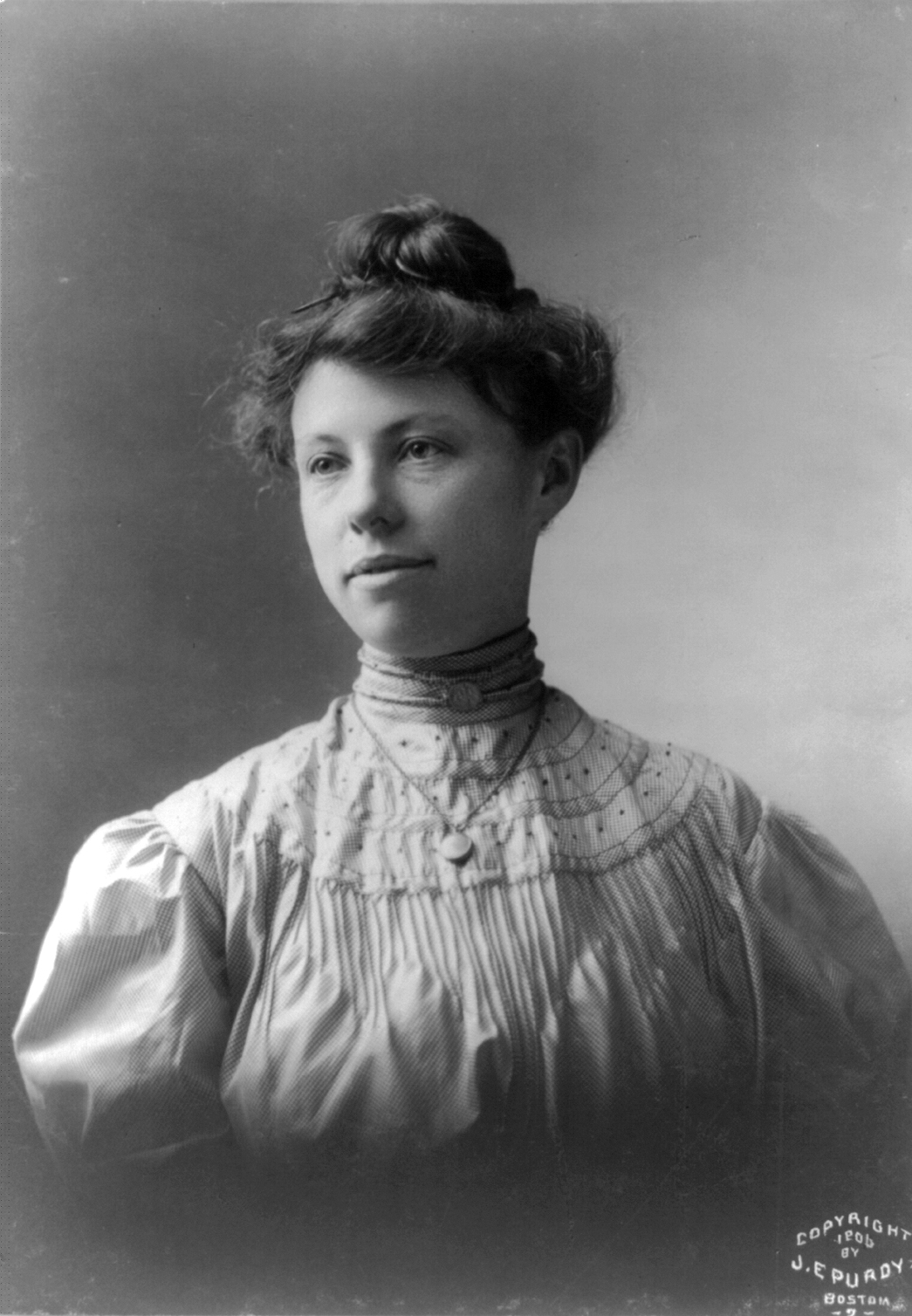
Charmian Kittredge London, 1905, Foto von James E. Purdy

Charmian Kittredge London (* 27. November 1871 in Wilmington bei Los Angeles; † 14. Januar 1955 in Glen Ellen, Kalifornien) war eine US-amerikanische  Schriftstellerin und die zweite Ehefrau von Jack London.

## Kindheit und Ausbildung
Charmian Kittredge wurde als Tochter der Schriftstellerin Dayelle „Daisy“ Wiley und des kalifornischen Hoteliers Willard Kittredge in einer Vorstadt südlich von Los Angeles geboren. Ihre Mutter starb 1877, als sie sechs Jahre alt war. Daraufhin schickte sie Charmians Vater nach Berkeley, wo sie von ihrer Tante, Ninetta „Netta“ Wiley Eames und deren Ehegatten Roscoe Eames aufgezogen wurde, die keine eigenen Kinder hatten und Redakteure der Zeitschrift Overland Monthly waren.
Charmian nahm Musikunterricht, wurde eine versierte Pianistin und entwickelte eine gute Singstimme. Sie ritt gerne, was zu dieser Zeit für Frauen nicht üblich war. Da sie gesellschaftlich und intellektuell ambitioniert war, drängte es sie danach, sich weiterzuentwickeln, und sie verdiente sich Geld für eine Europareise.
Ihre Ausbildung am Mills College hatte Schwerpunkte in den Künsten, Literatur und Philosophie. Ihr Onkel Roscoe Eames unterrichtete sie in Stenographie und Maschinenschreiben, was ihr in ihrem Arbeitsleben nützlich werden sollte. In Mills verdiente sie ihren Unterhalt als Sekretärin der Mitgründerin und späteren Präsidentin, Susan L. Mills.

## Ehe und schriftstellerische Laufbahn
Charmian traf Jack London im März 1900 bei den Eames zur Absprache einer Veröffentlichung seiner Schriften. Vier Jahre später ließ er sich von seiner ersten Ehefrau Bess Maddern scheiden. Das neue Paar heiratete in Chicago am 19. November 1905. Londons Biograph Russ Kingman nannte Charmian „Jacks Seelengefährtin, immer an seiner Seite, und ein perfektes Gegenstück“(„Jack's soul-mate, always at his side, and a perfect match.“)
Als Jack 1916 starb, vermachte er nahezu sein gesamtes Vermögen Charmian und hinterließ seiner ersten Frau und ihren beiden Kindern nur symbolische Beträge. Charmian und Jack hatten keine überlebenden Kinder. Die Tochter Joy starb einen Tag nach der Geburt am 19. Juni 1910 und eine weitere Schwangerschaft endete mit einer Fehlgeburt. Nach Jacks Tod verschrieb sich Charmian dem Erhalt ihres Heims auf Beauty Ranch durch den Verkauf von Veröffentlichungs- und Verfilmungsrechten an London’s Werken.

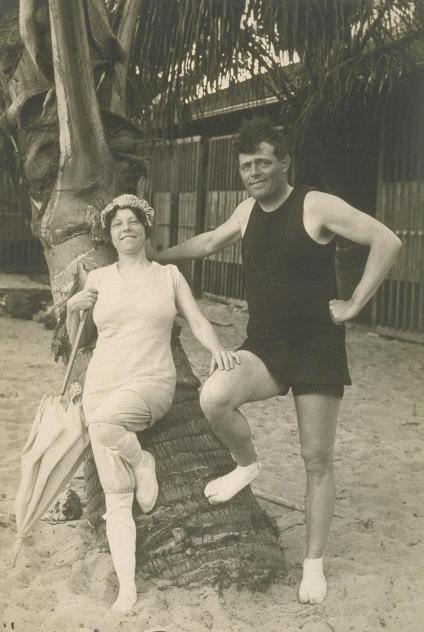
Jack und Charmian London am Strand von Hawaii, 1915

Charmian London schrieb drei autobiografische Werke über ihr Leben mit Jack London: The Log of the Snark (1915), Our Hawaii (1917), und The Book of Jack London (zwei Bände) (1921). Sie schrieb auch Vorworte zu seinen Schriften, die posthum veröffentlicht wurden, u. a. zu Dutch Courage and Other Stories (1922). Der 1943 veröffentlichte Film Jack London basiert auf ihrem Buch The Book of Jack London.
Ihre Schriften über London werden von Gelehrten als eine wichtige, aber manchmal unzuverlässige Quelle biografischer Information betrachtet. Clarice Stasz, Autorin eines Buches über ihre Beziehung, nennt diese
„an uneven account that omits Jack's illegitimacy, yet has surprisingly frank information nonetheless concerning his personality (einen unausgeglichenen Bericht, der Jacks Unehelichkeit ausläßt, trotzdem erstaunlich direkte Informationen über seine Persönlichkeit enthält).“

## Späteres Leben
Bald nach ihres Gatten Ableben hatte Charmian eine Affäre mit Harry Houdini. Eine PBS-Quelle zitiert einen Houdini-Biographen:

“Most of the evidence of their affair, convincingly reconstructed by Houdini biographer Kenneth Silverman, comes from brief entries in Charmian's diaries. They saw each other over several weeks early in 1918 while Charmian was living in New York, where Houdini was starring in the patriotic World War I extravaganza, ‘Cheer Up.’ Charmian wrote that after they saw each other a few times, Houdini made a ‘declaration’ that ‘rather shakes me up.’ They became intimate a short time later. She wrote that one visit by Houdini had ‘stirred me to the deep,’ and that he apparently felt the same, declaring, ‘I'm mad about you,’ and ‘I give all of myself to you.’ Throughout, she refers to him alternately as ‘Magic,’ her ‘Magic Man,’ or ‘Magic Lover’.
As intense as it apparently was, their attachment did not last long. Charmian, the "New Woman" whose marriage to London had included open sexual experimentation, never stopped seeing other men.”

„Die meisten Hinweise ihrer Affäre, wie sie der Houdini-Biograph Kenneth Silverman überzeugend rekonstruierte, stammen aus kurzen Einträgen in Charmians Tagebüchern. Sie trafen sich mehrere Wochen lang Anfang 1918, als Charmian in New York lebte, wo Houdini in der extravaganten patriotischen Weltkriegsshow ‚Cheer up‘ auftrat. Charmian schrieb später, dass Houdini, nachdem sie sich ein paar Male getroffen hatten, eine ‚Erklärung‘ machte, die sie ‚ziemlich aufrüttelte.‘ Sie wurden bald darauf intim. Sie schrieb, dass ein Besuch von Houdini sie ‚sehr aufgewühlt‘ hatte, und dass er anscheinend dasselbe fühlte und erklärte ‚Ich bin verrückt nach dir‘ und ‚Ich gebe dir alles von mir‘. Die ganze Zeit schrieb sie von ihm als ‚Zauber‘, als ihren ‚magischen Mann‘ oder ‚magischen Liebhaber‘. So intensiv ihre Verbindung anscheinend auch war, währte sie nicht lange. Charmian, die ‚Neue Frau‘, deren Ehe mit London offenes sexuelles Experimentieren beinhaltete, hörte nie auf, andere Männer zu treffen.“

Charmian London starb 1955 im Alter von 83 Jahren. Ihre Asche ruht neben derjenigen ihres Gatten Jack unter dem Felsen, der ihr Grab nahe bei Glen Ellen (Kalifornien) im Jack London State Historic Park markiert.

## Werke
- Charmian Kittredge London: The Log of the Snark. The Macmillan Company, New York 1915 (hathitrust.org).
- Charmian Kittredge London: Our Hawaii. The Macmillan Co, New York 1917 (hathitrust.org).
- Charmian Kittredge London: Jack London and Hawaii. Mills & Boon, 1918.
- London, Charmian: The Book of Jack London. The Century Co., New York 1921 (hathitrust.org)., Volltext online auf der Website "The World of Jack London. Archiviert vom Original (nicht mehr online verfügbar) am 12. März 2008; abgerufen am 11. Januar 2024.